# Sincronia menstrual
La sincronia menstrual és un fenomen molt conegut que intuïtivament solen observar els grups de dones que conviuen i comparteixen molt de temps plegades (per exemple en convents, en internats, en presons, entre amigues que comparteixen pis, en algunes famílies, etc.) i que consisteix en el fet que, al cap d'uns mesos, tendeixen a tenir la regla a la vegada. S'experimenta tant a grups grans com petits, podent ser grups d'únicament dues dones, però cal que siguin grups tancats, als quals hi hagi sempre les mateixes dones. Les dones del grup poden ser de qualsevol edat, tot i que evidentment el fenomen només l'experimenten, de les del grup, aquelles que tenen la menstruació, és a dir que ja han tingut la seva primera regla i que encara no han deixat de tenir-la definitivament (menopausa).
Aquest fet és molt conegut des d'antic, però no existeixen referències d'estudis seriosos sobre aquest tema fins a l'any 1971, en plena explosió feminista començada al maig del 68, en què una psicòloga va publicar un estudi sobre aquest tema a la revista científica Nature. Encara avui els científics no saben explicar aquest fenomen ni en concret quina funció poden tenir els cicles menstruals uniformes.
Sí que existeixen estudis que confirmen que una causa són les feromones emanades per les dones i que són captades per l'olor. Existeix una teoria segons la qual és un mecanisme relacionat amb la maximització de la reproducció, que la quantitat més gran possible de dones puguin quedar prenyades i que la convivència entre elles a l'embaràs, al part i al postpart, relacionada amb el nombre de nadons nascuts amb èxit, sigui la més bona possible. Segurament es dona també a altres mamífers, per exemple s'ha observat en laboratori que les ratolines aïllades dels mascles també poden tendir a sincronitzar el seu cicle estral (l'equivalent al cicle menstrual de les dones).